# Kutinica
Kutinica (1910-től 1961-ig Kutinica Selišna) falu Horvátországban, Sziszek-Monoszló megyében. Közigazgatásilag Kutenyához tartozik.

## Fekvése
Sziszek városától légvonalban 31, közúton 38 km-re keletre, községközpontjától 9 km-re északra, a Monoszlói-hegység déli lejtőin, a Kutinica-patak partján fekszik.

## Története
A falu a 16. század második felében a török hódítókkal érkezett pravoszláv vlachok letelepedésével népesült be. 1773-ban az első katonai felmérés térképén „Dorf Kuttinicza” néven szerepel. A településnek 1857-ben 277, 1910-ben 325 lakosa volt. Belovár-Kőrös vármegye Krizsi, majd Kutenyai járásához tartozott. 1918-ban az új szerb-horvát-szlovén állam, majd később Jugoszlávia része lett. A II. világháború idején a Független Horvát Állam része volt. A háború után a béke időszaka köszöntött a településre, enyhült a szegénység és sok ember talált munkát a közeli városokban. A délszláv háború előestéjén lakosságának 89%-a szerb, 11%-a horvát nemzetiségű volt. 1991. június 25-én a független Horvátország része lett. A településnek 2011-ben 58 lakosa volt.

## Népesség
| Lakosság változása | Lakosság változása | Lakosság változása | Lakosság változása | Lakosság változása | Lakosság változása | Lakosság változása | Lakosság változása | Lakosság változása | Lakosság változása | Lakosság változása | Lakosság változása | Lakosság változása | Lakosság változása | Lakosság változása | Lakosság változása |
| ------------------ | ------------------ | ------------------ | ------------------ | ------------------ | ------------------ | ------------------ | ------------------ | ------------------ | ------------------ | ------------------ | ------------------ | ------------------ | ------------------ | ------------------ | ------------------ |
| 1857               | 1869               | 1880               | 1890               | 1900               | 1910               | 1921               | 1931               | 1948               | 1953               | 1961               | 1971               | 1981               | 1991               | 2001               | 2011               |
| 277                | 254                | 220                | 261                | 301                | 325                | 285                | 334                | 260                | 275                | 243                | 167                | 114                | 83                 | 68                 | 58                 |